# Lista de condes de Barcelona
Conde de Barcelona é um título nobiliárquico utilizado pelos soberanos do Condado de Barcelona e mais tarde pelo Principado da Catalunha. Passou a ser também utilizado pelos monarcas da dinastia de Bourbon do Reino de Espanha aquando da vitória sobre a Catalunha nos eventos do cerco de Barcelona em 1714.
O Condado de Barcelona foi um condado criado por Carlos Magno com territórios conquistados a norte do rio Ebro.

## Condes de Barcelona

### Condes Francos
Em 801, é criado o Condado de Barcelona, como parte da Marca Hispânica fundada por Carlos Magno.
| Governo | Governo | Nome                    | Nascido a | Falecido a | Observações |
| desde   | até     | Nome                    | Nascido a | Falecido a | Observações |
| 801     | 820     | Bera                    |           |            |             |
| 820     | 826     | Rampo                   |           |            |             |
| 826     | 832     | Bernardo de Septimânia  |           |            | 1ª vez      |
| 832     | 835     | Berengário de Tolosa    |           |            |             |
| 835     | 844     | Bernardo de Septimânia  |           |            | 2ª vez      |
| 844     | 848     | Sunifredo I             |           |            |             |
| 848     | 850     | Guilherme de Septimânia |           |            |             |
| 850     | 852     | Alerán e Isembardo      |           |            |             |
| 852     | 858     | Odalrico                |           |            |             |
| 858     | 864     | Hunifredo               |           |            |             |
| 865     | 878     | Bernardo de Gótia       |           |            |             |

### Casa de Barcelona
| Nome e Cognomes                           |                                                                           | Nascimento                                                                                | Início do reinado     | Fim do reinado                                   | Morte                                                                 | Consorte(s)                                                                 |                                                           | Notas |
| ----------------------------------------- | ------------------------------------------------------------------------- | ----------------------------------------------------------------------------------------- | --------------------- | ------------------------------------------------ | --------------------------------------------------------------------- | --------------------------------------------------------------------------- | --------------------------------------------------------- | --- |
| Vifredo I O Cabeludo                      |                                                                           | 840 Prades Filho de Sunifredo I de Barcelona-Narbona e Ermesinda                          | 878                   | 11 de agosto de 897                              | 11 de agosto de 897 Solsonès 56-57 anos                               | Gunilda de Ampúrias 877 dez filhos                                          |                                                           | Unificou grande parte dos Condados catalães, governando também em Osona, Girona, Urgel, Cerdanha e Conflent. Com ele inicia-se o sistema hereditário de sucessão, porém a dependência para com o Reino de França continua. |
| Vifredo II Borel I                        |                                                                           | 874 1ºFilho de Vifredo I e Gunilda de Ampúrias                                            | 11 de agosto de 897   | 26 de abril de 911                               | 26 de abril de 911 Barcelona 36-37 anos                               | Garsenda de Tolosa 898 um filho                                             |                                                           | Governa somente em Barcelona, Osona e Girona, tendo os outros condados sido divididos pelos seus irmãos Sunifredo II de Urgel e Mirão II de Cerdanha. Não teve descendência masculina. |
| Suniário I                                |                                                                           | 890 2ºFilho de Vifredo I e Gunilda de Ampúrias                                            | 26 de abril de 911    | 947                                              | 15 de outubro de 950 Lagrasse 59-60 anos                              | Aimilda 914 um filho                                                        |                                                           | Irmão de Vifredo II, Sunifredo de Urgel e Mirão de Cerdanha. Abdica de Osona para o filho primogénito Ermengol, mas perante a morte prematura deste em 943, o condado retorna a Barcelona. Abdica em 947 para os seus filhos, e retira-se para o Mosteiro de Sant Pere de Rodes, onde falece três anos depois. |
| Suniário I                                | Riquilda de Tolosa 925 cinco filhos                                       | 890 2ºFilho de Vifredo I e Gunilda de Ampúrias                                            | 26 de abril de 911    | 947                                              | 15 de outubro de 950 Lagrasse 59-60 anos                              |                                                                             |                                                           | Irmão de Vifredo II, Sunifredo de Urgel e Mirão de Cerdanha. Abdica de Osona para o filho primogénito Ermengol, mas perante a morte prematura deste em 943, o condado retorna a Barcelona. Abdica em 947 para os seus filhos, e retira-se para o Mosteiro de Sant Pere de Rodes, onde falece três anos depois. |
| Mirão I                                   |                                                                           | 926 Barcelona 1ºFilho de Suniário I e Riquilda de Tolosa                                  | 947                   | 26 de abril de 911                               | 31 de outubro de 966 Barcelona 39-40 anos                             | Não casou                                                                   | Não casou                                                 | Governa conjuntamente com o irmão, Borel II. Não teve descendência. |
| Borel II                                  | Ficheiro:Rotlle-genealogic-Borel-II-de-barcelona.jpg                      | 927 Barcelona 2ºFilho de Suniário I e Riquilda de Tolosa                                  | 947                   | 30 de setembro de 993                            | 30 de setembro de 993 Barcelona 64-65 anos                            | Luitegarda de Tolosa 968 quatro filhos                                      |                                                           | Governa conjuntamente com o irmão, Mirão. Não renovou a vassalagem ao Reino de França, que passava na altura por uma mudança de dinastia, passando Borel a governar como conde independente de facto. Ao contrário do do pai, o seu governo teve um caráter mais diplomático. A partir de 988, governa com o seu filho primogénito, Raimundo Borel. O seu segundo filho, Ermengol, deu origem a um ramo da família no Condado de Urgel, que governaria até 1231. |
| Borel II                                  | Ficheiro:Rotlle-genealogic-Borel-II-de-barcelona.jpg                      | 927 Barcelona 2ºFilho de Suniário I e Riquilda de Tolosa                                  | 947                   | 30 de setembro de 993                            | 30 de setembro de 993 Barcelona 64-65 anos                            | Aimeruda de Auvergne 980 sem filhos                                         |                                                           | Governa conjuntamente com o irmão, Mirão. Não renovou a vassalagem ao Reino de França, que passava na altura por uma mudança de dinastia, passando Borel a governar como conde independente de facto. Ao contrário do do pai, o seu governo teve um caráter mais diplomático. A partir de 988, governa com o seu filho primogénito, Raimundo Borel. O seu segundo filho, Ermengol, deu origem a um ramo da família no Condado de Urgel, que governaria até 1231. |
| Raimundo Borel III (ou Raimundo Borel I)  | Ficheiro:Rotlle-genealogic-ramon-Borel-I-de-barcelona.jpg                 | 972 Barcelona Filho de Borel II e Luitegarda de Tolosa                                    | 988                   | 8 de setembro de 1017 ou 25 de fevereiro de 1018 | 8 de setembro de 1017 ou 25 de fevereiro de 1018 Barcelona 39-40 anos | Ermesinda de Carcassonne 990 três filhos                                    |                                                           | Governa conjuntamente com o pai até à morte deste. Quando subiu ao poder, associou a esposa ao governo do condado. |
| Ermesinda de Carcassonne                  |                                                                           | 972 Carcassonne Filha de Rogério I de Carcassonne e Adelaide de Rouergue                  | 30 de setembro de 993 | 8 de setembro de 1017 ou 25 de fevereiro de 1018 | 1 de março de 1058 Sant Quirze de Besora 85-86 anos                   | Raimundo Borel III 990 três filhos                                          | Ficheiro:Rotlle-genealogic-ramon-Borel-I-de-barcelona.jpg | Segundo o historiador Martin Aurell, que lhe dedicou diversos trabalhos, esta mulher foi «sem dúvida a personagem política mais importante do século XI catalão». Primeiramente associada ao marido, tomou a regência durante a menoridade do filho e, perante a sua morte, também durante a menoridade do neto. |
| Ermesinda de Carcassonne                  | 8 de setembro de 1017 ou 25 de fevereiro de 1018                          | 972 Carcassonne Filha de Rogério I de Carcassonne e Adelaide de Rouergue                  | 1021                  |                                                  | 1 de março de 1058 Sant Quirze de Besora 85-86 anos                   | Raimundo Borel III 990 três filhos                                          | Ficheiro:Rotlle-genealogic-ramon-Borel-I-de-barcelona.jpg | Segundo o historiador Martin Aurell, que lhe dedicou diversos trabalhos, esta mulher foi «sem dúvida a personagem política mais importante do século XI catalão». Primeiramente associada ao marido, tomou a regência durante a menoridade do filho e, perante a sua morte, também durante a menoridade do neto. |
| Ermesinda de Carcassonne                  | 31 de março de 1035                                                       | 972 Carcassonne Filha de Rogério I de Carcassonne e Adelaide de Rouergue                  | 1039                  |                                                  | 1 de março de 1058 Sant Quirze de Besora 85-86 anos                   | Raimundo Borel III 990 três filhos                                          | Ficheiro:Rotlle-genealogic-ramon-Borel-I-de-barcelona.jpg | Segundo o historiador Martin Aurell, que lhe dedicou diversos trabalhos, esta mulher foi «sem dúvida a personagem política mais importante do século XI catalão». Primeiramente associada ao marido, tomou a regência durante a menoridade do filho e, perante a sua morte, também durante a menoridade do neto. |
| Berengário Raimundo I O Corcunda          |                                                                           | 1004 Barcelona Filho de Raimundo Borel e Ermesinda de Carcassonne                         | 1021                  | 31 de março de 1035                              | 31 de março de 1035 Barcelona 30-31 anos                              | Sancha de Castela 1021 dois filhos                                          |                                                           | Filho de Raimundo Borel e Ermesinda de Carcassonne. Dá-se a desintegração do poder condal com a divisão do condado entre os seus filhos, Raimundo Berengário (Barcelona), Guilherme (Osona) e Sancho (Olèrdola). Era avô materno do conde Henrique de Borgonha. |
| Berengário Raimundo I O Corcunda          | Gisela de Lluçá 1027 três filhos                                          | 1004 Barcelona Filho de Raimundo Borel e Ermesinda de Carcassonne                         | 1021                  | 31 de março de 1035                              | 31 de março de 1035 Barcelona 30-31 anos                              |                                                                             |                                                           | Filho de Raimundo Borel e Ermesinda de Carcassonne. Dá-se a desintegração do poder condal com a divisão do condado entre os seus filhos, Raimundo Berengário (Barcelona), Guilherme (Osona) e Sancho (Olèrdola). Era avô materno do conde Henrique de Borgonha. |
| Raimundo Berengário I O Velho             |                                                                           | 1023 Barcelona Filho de Berengário Raimundo I e Sancha de Castela                         | 1039                  | 26 de maio de 1076                               | 26 de maio de 1076 Barcelona 52-53 anos                               | Isabel de Nîmes 1039 três filhos                                            |                                                           | Reúne os domínios dos irmãos ao seu, reunificando o condado. Obtém o condado de Carcassonne em 1067. Governa em conjunto com a esposa, Almodis de La Marche, entre 1052 e 1071. Juntamente com Almodis, é apontado nas Cortes de 1064 como o primeiro aa usar o título de Príncipe da Catalunha. |
| Raimundo Berengário I O Velho             | Branca de Narbona 1051 anulado em 1052 sem filhos                         | 1023 Barcelona Filho de Berengário Raimundo I e Sancha de Castela                         | 1039                  | 26 de maio de 1076                               | 26 de maio de 1076 Barcelona 52-53 anos                               |                                                                             |                                                           | Reúne os domínios dos irmãos ao seu, reunificando o condado. Obtém o condado de Carcassonne em 1067. Governa em conjunto com a esposa, Almodis de La Marche, entre 1052 e 1071. Juntamente com Almodis, é apontado nas Cortes de 1064 como o primeiro aa usar o título de Príncipe da Catalunha. |
| Raimundo Berengário I O Velho             | Almodis de La Marche 1052 quatro filhos                                   | 1023 Barcelona Filho de Berengário Raimundo I e Sancha de Castela                         | 1039                  | 26 de maio de 1076                               | 26 de maio de 1076 Barcelona 52-53 anos                               |                                                                             |                                                           | Reúne os domínios dos irmãos ao seu, reunificando o condado. Obtém o condado de Carcassonne em 1067. Governa em conjunto com a esposa, Almodis de La Marche, entre 1052 e 1071. Juntamente com Almodis, é apontado nas Cortes de 1064 como o primeiro aa usar o título de Príncipe da Catalunha. |
| Almodis de La Marche                      |                                                                           | 1020 Tolosa Filha de Bernardo I de La Marche e Amélia de Rasés                            | 1052                  | 16 de outubro de 1071                            | 16 de outubro de 1071 Barcelona 50-51 anos                            | Hugo V de Lusignan 1038 (anulado em c.1040 por consanguinidade) três filhos |                                                           | Governa conjuntamente com o esposo, Raimundo Berengário. Em 1071, é assassinada pelo enteado, Pedro Raimundo, que receava ser afastado da sucessão. |
| Almodis de La Marche                      | Pôncio III de Tolosa 1045 (anulado em 1052, devido a rapto) quatro filhos | 1020 Tolosa Filha de Bernardo I de La Marche e Amélia de Rasés                            | 1052                  | 16 de outubro de 1071                            | 16 de outubro de 1071 Barcelona 50-51 anos                            |                                                                             |                                                           | Governa conjuntamente com o esposo, Raimundo Berengário. Em 1071, é assassinada pelo enteado, Pedro Raimundo, que receava ser afastado da sucessão. |
| Almodis de La Marche                      | Raimundo Berengário I 1052 quatro filhos                                  | 1020 Tolosa Filha de Bernardo I de La Marche e Amélia de Rasés                            | 1052                  | 16 de outubro de 1071                            | 16 de outubro de 1071 Barcelona 50-51 anos                            |                                                                             |                                                           | Governa conjuntamente com o esposo, Raimundo Berengário. Em 1071, é assassinada pelo enteado, Pedro Raimundo, que receava ser afastado da sucessão. |
| Raimundo Berengário II O Cabeça de Estopa |                                                                           | 1053 1ºFilho de Raimundo Berengário I e Almodis de La Marche                              | 26 de maio de 1076    | 5 de dezembro de 1082                            | 5 de dezembro de 1082 Sant Feliu de Buixalleu 28-29 anos              | Mafalda da Apúlia-Calábria 1078 três filhos                                 |                                                           | Governa com o irmão gémeo, Berengário Raimundo II. Foi assassinado durante uma caçada. Com a sua morte, Barcelona perde o Condado de Carcassonne. |
| Berengário Raimundo II O Fratricida       |                                                                           | 1053 2ºFilho de Raimundo Berengário I e Almodis de La Marche                              | 26 de maio de 1076    | 1097                                             | 1097 Jerusalém 43-44 anos                                             | Não casou                                                                   | Não casou                                                 | Governa com o irmão gémeo, Raimundo Berengário II. Sendo o principal suspeito do assassinato do irmão, foi cognominado O Fratricida e foi-lhe associado ao governo o sobrinho, Raimundo Berengário, em 1086. Quando este atinge a maioridade, Berengário Raimundo abandona o governo e vai cumprir penitência a Jerusalém, onde falece. |
| Raimundo Berengário III O Grande          |                                                                           | 11 de novembro de 1082 Rodez Filho de Raimundo Berengário II e Mafalda da Apúlia-Calábria | 1086                  | 23 de janeiro de 1131                            | 23 de janeiro de 1131 Barcelona 48 anos                               | María Díaz de Vívar 1103 dois filhos                                        |                                                           | Filho de Raimundo Berengário II. É associado ao poder a partir de 1086. Anexa vários condados catalães e ainda o Condado da Provença, ao Condado de Barcelona. Cria, desta forma, um novo ramo da dinastia neste último condado, que perdurará até 1267. |
| Raimundo Berengário III O Grande          | Dulce I da Provença 3 de fevereiro de 1112 Arles sete filhos              | 11 de novembro de 1082 Rodez Filho de Raimundo Berengário II e Mafalda da Apúlia-Calábria | 1086                  | 23 de janeiro de 1131                            | 23 de janeiro de 1131 Barcelona 48 anos                               |                                                                             |                                                           | Filho de Raimundo Berengário II. É associado ao poder a partir de 1086. Anexa vários condados catalães e ainda o Condado da Provença, ao Condado de Barcelona. Cria, desta forma, um novo ramo da dinastia neste último condado, que perdurará até 1267. |
| Raimundo Berengário IV O Santo            |                                                                           | 1113 Filho de Raimundo Berengário III e Dulce I da Provença                               | 23 de janeiro de 1131 | 6 de agosto de 1162                              | 6 de agosto de 1162 San Dalmazio de Turim 48-49 anos                  | Petronila I de Aragão agosto de 1150 Lérida cinco filhos                    |                                                           | O seu casamento com Petronila origina a formação de uma união dinástica entre o Condado e o Reino de Aragão, na pessoa de Afonso II de Aragão, filho de ambos. |

A partir de 1162, o título passou para a Coroa de Aragão, sendo o primeiro rei a ostentá-lo Afonso II.
O título passou por vários detentores durante a Guerra Civil Catalã de 1462-1472, incluindo Pedro de Coimbra, Condestável de Portugal.
Com nova união dinástica no séc. XV, passa a ser usado pelos Reis Católicos e, desde Carlos I, passa a pertencer à Casa de Habsburgo.
No período entre 1641 e 1652 durante a Guerra dos Segadores na Catalunha, é titular Luís XIII de França, Conde de Barcelona, sendo herdado pelo seu filho Luís XIV da França, voltando para a Casa de Habsburgo com o Tratado dos Pirenéus em 1659.
Com a Guerra da Sucessão Espanhola o título é ostentado por Carlos VI, mas passa à Dinastia de Bourbon, pela vitória do monarca Filipe V em 1714.
O herdeiro do trono espanhol, Dom Juan de Bourbon, que estava exilado em Portugal, usou este título durante o governo ditatorial de Francisco Franco, auto-proclamando-se. Só em 1987 seria validado por Real Decreto. Parece ter sido o título sempre de grande importância.
Depois da restauração monárquica em 1975, seguindo as negociações levadas a cabo pelo ditador Francisco Franco, Dom Juan de Bourbon não foi nomeado Rei, mas sim o seu filho Juan Carlos I da Espanha, que é o atual titular, e presidente da fundação privada "Conde de Barcelona".